# Hässelby stadsdelsområde
Hässelby var namnet på ett stadsdelsområde under 1997 och 1998 i Västerort i Stockholms kommun, vilket omfattade stadsdelarna Hässelby gård, Hässelby strand och Hässelby villastad.
Stadsdelsnämnden startade sin verksamhet den 1 januari 1997 som en av 24 stadsdelsområden.
Stadsdelsområdet slogs 1 januari 1999 ihop med Vällingby stadsdelsområde och bildade Hässelby-Vällingby stadsdelsområde.